# Ramskapelle (Knokke-Heist)
Ramskapelle é uma vila e deelgemeente do município belga de Knokke-Heist, na província de Flandres Ocidental. Tem uma área de 5,61 km² e uma população de 725 habitantes (31 de Dezembro de 2006). A vila possui a igreja de S. Vicente de estilo neogótico e moinhos de vento nas redondezas.

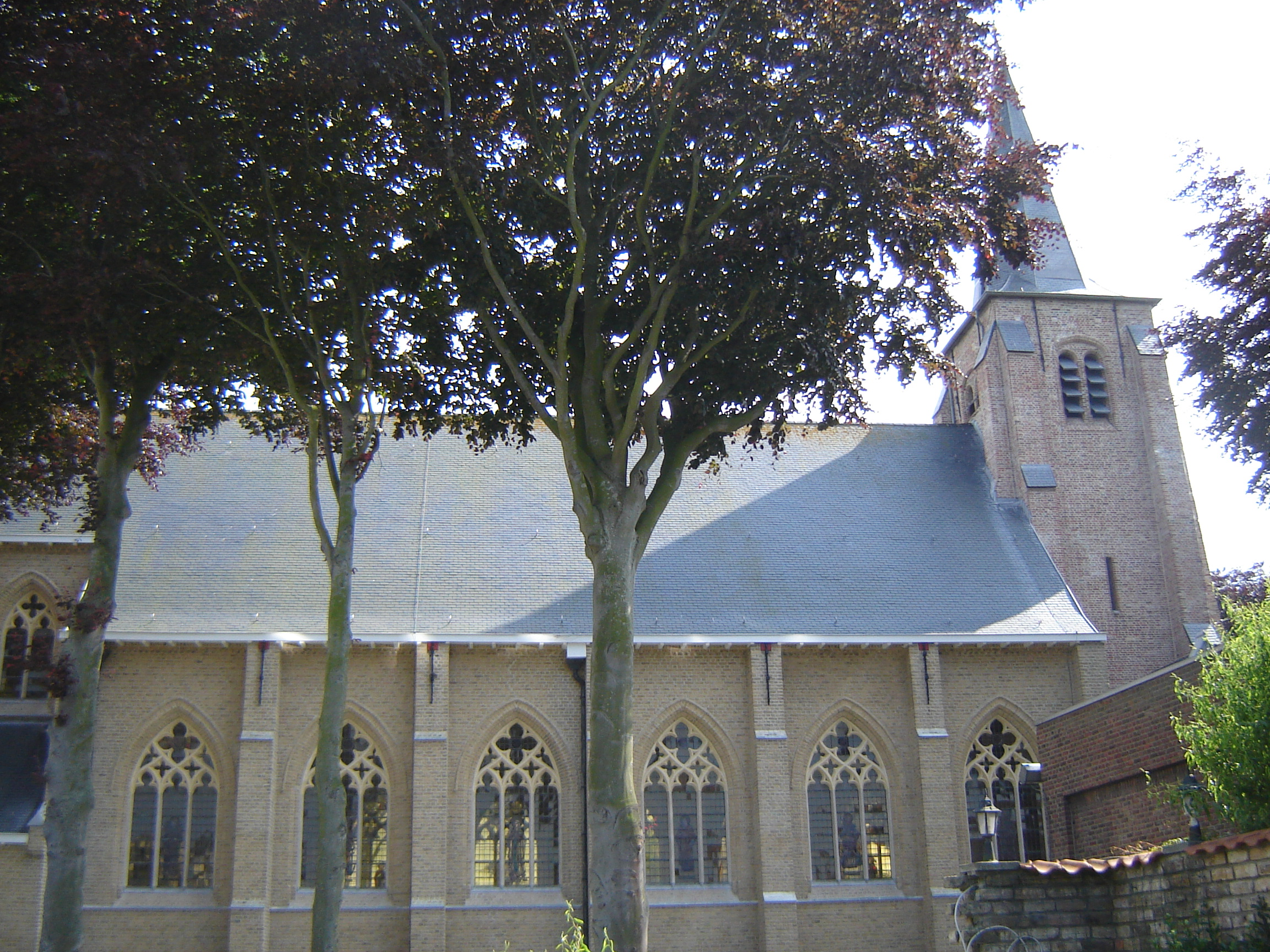
Igreja de São Vicente
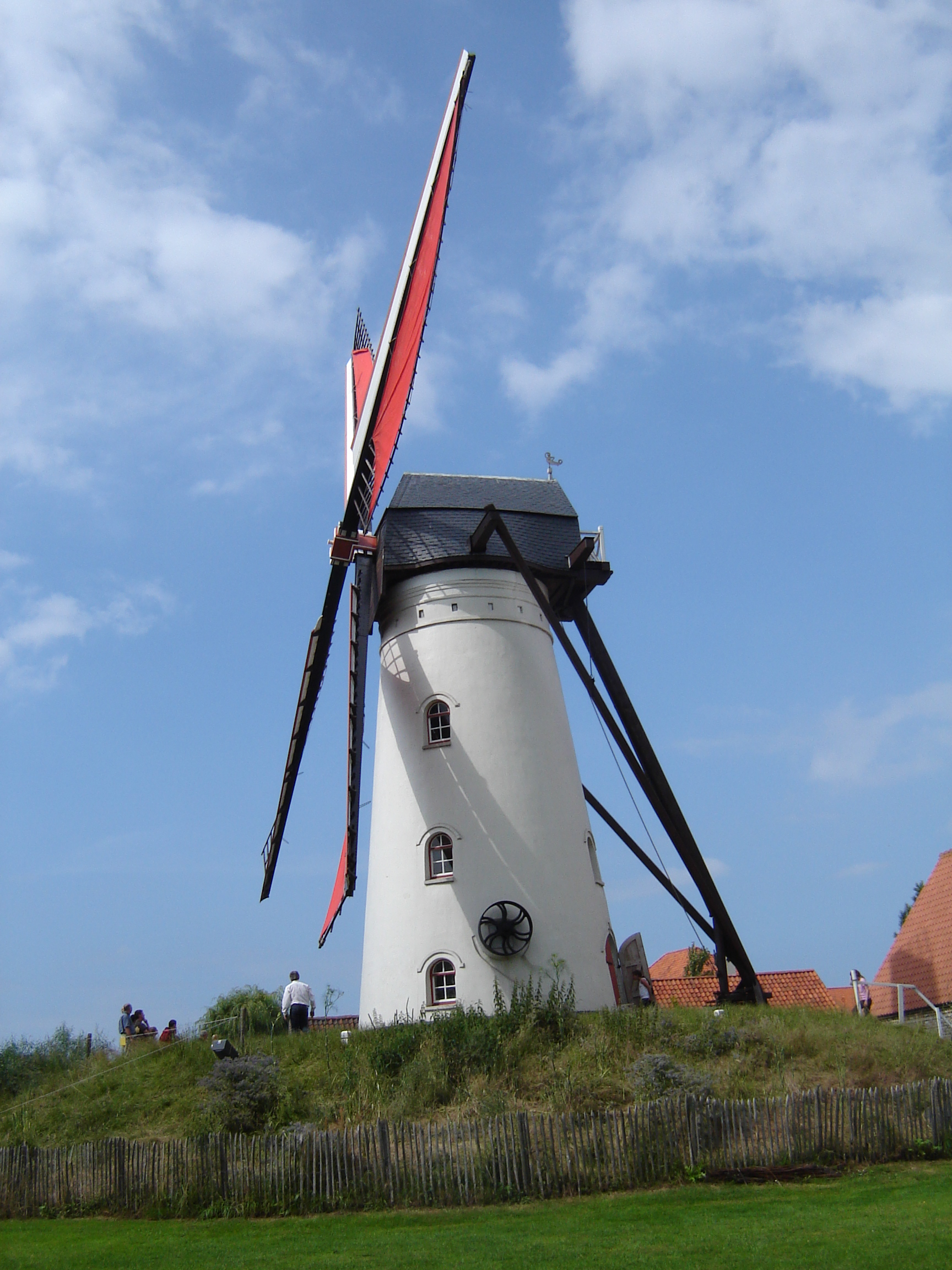
Moinho de vento